# 雷清泉
雷清泉（1938年7月23日—），中國四川岳池人，绝缘技术专家。

## 生平
1962年毕业于西安交通大学，曾任哈尔滨电工学院教授。2003年当选中国工程院能源与矿业工程学部院士。现任哈尔滨理工大学教授、博导，青岛科技大学材料工程学院名誉院长，西安交通大学、清华大学双聘教授。

## 头衔
- 中国电工技术学会工程电介质专业委员会委员、副主任
- IEEE高级会员
- 全国劳动模范

## 荣誉
获得国家科技发明二等奖1项、国家机械工业局科技进步一等奖1项。主持1项国家973项目、2项国家自然基金重点项目，出版4部学术专著。